# Maratona aquática no Campeonato Mundial de Esportes Aquáticos de 2017 - 25 km masculino
Os 25 km da Maratona Aquática masculina é um dos eventos do Campeonato Mundial de Esportes Aquáticos de 2017 que foi realizado no dia 21 de julho de 2017 na cidade de Budapeste, na Hungria. 

## Medalhistas
| Ouro               | Prata               | Bronze   |
| Axel Reymond (FRA) | Matteo Furlan (ITA) | ([[\|]]) |

## Resultados
A prova foi realizada no dia 21 de julho às 08:30. 
| Pos.              | Nadador              | Nacionalidade      | Tempo          |
| ----------------- | -------------------- | ------------------ | -------------- |
| Medalha de ouro   | Axel Reymond         | França             | 5:02:46.4      |
| Medalha de prata  | Matteo Furlan        | Itália             | 5:02:47.0      |
| Medalha de bronze | Evgeny Drattsev      | Rússia             | 5:02:49.8      |
| 4                 | Simone Ruffini       | Itália             | 5:02:53.1      |
| 5                 | Chip Peterson        | Estados Unidos     | 5:03:43.0      |
| 6                 | Gergely Gyurta       | Hungria            | 5:04:00.7      |
| 7                 | Vitaliy Khudyakov    | Cazaquistão        | 5:04:36.1      |
| 8                 | Sergey Bolshakov     | Rússia             | 5:04:49.8      |
| 9                 | Marcel Schouten      | Países Baixos      | 5:04:53.0      |
| 10                | Andreas Waschburger  | Alemanha           | 5:06:14.1      |
| 11                | Sören Meißner        | Alemanha           | 5:06:20.4      |
| 12                | Evgenij Pop Acev     | Macedônia do Norte | 5:06:23.4      |
| 13                | Allan do Carmo       | Brasil             | 5:06:55.7      |
| 14                | Santiago Enderica    | Equador            | 5:08:54.8      |
| 15                | Yohsuke Miyamoto     | Japão              | 5:11:32.1      |
| 16                | Shahar Resman        | Israel             | 5:11:35.1      |
| 17                | Yuval Safra          | Israel             | 5:12:26.5      |
| 18                | Matěj Kozubek        | Chéquia            | 5:13:17.0      |
| 19                | Taiki Nonaka         | Japão              | 5:13:35.5      |
| 20                | Guillermo Bertola    | Argentina          | 5:13:46.9      |
| 21                | Jack Brazier         | Austrália          | 5:16:35.0      |
| 22                | Victor Colonese      | Brasil             | 5:27:14.2      |
| 23                | Haythem Abdelkhalek  | Tunísia            | 5:42:50.7      |
| 24                | Saleh Mohammad       | Síria              | 5:47:08.2      |
| 25                | Kenessary Kenenbayev | Cazaquistão        | 5:49:57.5      |
| —                 | Simon Lamar          | Estados Unidos     | Não terminaram |
| —                 | Kristóf Rasovszky    | Hungria            | Não terminaram |
| —                 | Logan Fontaine       | França             | Não terminaram |

Legenda
| Recorde mundial       | Recorde mundial (World record)               |                       | Recorde africano                      | Recorde africano (African) |                                           | Q | Classificado por posição (Qualified) |
| Recorde do campeonato | Recorde do campeonato (Championship record)  | Recorde da América    | Recorde da América (Americas)         | q                          | Classificado por melhor tempo (Qualified) |   |                                      |
| Melhor marca do ano   | Melhor marca do ano (World leading)          | Recorde asiático      | Recorde asiático (Asian)              | DNS                        | Não largou (Did not start)                |   |                                      |
| Recorde nacional      | Recorde nacional (National record)           | Recorde europeu       | Recorde europeu (European)            | DNF                        | Não terminou (Did not finish)             |   |                                      |
| Recorde pessoal       | Recorde pessoal do atleta (Personal best)    | Recorde da Oceania    | Recorde da Oceania (Oceania)          | DSQ / DQ                   | Desclassificado (Disqualified)            |   |                                      |
| Recorde da temporada  | Recorde da temporada do atleta (Season best) | Recorde sul-americano | Recorde sul-americano (South America) | NM                         | Sem marca (No mark)                       |   |                                      |